# 胜利河 (乌力吉木伦河)
胜利河，也作鲁北河、登岭河，位于中华人民共和国内蒙古自治区通辽市扎鲁特旗中部的一条河流，是乌力吉木伦河左岸支流，发源于巴雅尔图胡硕镇海日罕林场北罕乌拉山（1217米），蜿蜒向东南流经别日木图哈达嘎查、扎仁嘎查、乌日根塔拉农场、鲁北镇乌日根塔拉嘎查、毛都水库、毛都嘎查（毛都苏木）、浩雅日哈达嘎查、稻子把村、宝力皋嘎查、阿木斯尔嘎查、哈日宝楞村、县城城区北部等地，于道老杜苏木荷叶花嘎查东南汇入乌力吉木伦河。河流全长114千米，流域面积2045.2平方千米，年均径流量0.26亿立方米。胜利河流域地处大兴安岭南麓，科尔沁沙地西北部。流域内大部分为丘陵平原，植被覆盖较差，水土流失较为严重。县城鲁北镇以下河段河槽不明显，一般年份河道在荷叶花嘎查漫散于沼泽湿地中，大水年份流入乌力吉木伦河。河口附近设有荷叶花湿地自然保护区。